# Двойная страховка
«Двойная страховка» (англ. Double Indemnity) — классический фильм-нуар, поставленный в 1944 году Билли Уайлдером по мотивам одноимённой повести Джеймса Кейна в повествовательной манере «монолога мертвеца».
В 1992 году Библиотека Конгресса включила «Двойную страховку» в Национальный реестр фильмов; критики характеризуют её как «наиболее полное, одобренное и рекомендованное учебное пособие по фильму-нуар». Барбара Стэнвик воплотила в этом фильме один из самых ярких образов роковых женщин в истории кинематографа. По словам М. Трофименкова, лента Уайлдера «стала образцом для десятков фильмов о женщинах-вамп, которые губят честных парней». В 1981 году оригинал был переснят под названием «Жар тела».
Название фильма воспроизводит традиционный для страховых полисов тех лет пункт, гарантирующий выплаты в двойном размере, если застрахованный погибает от маловероятного несчастного случая.

## Сюжет
Привлекательный страховой агент Уолтер Нефф (Фред Макмюррей) встречает «роковую блондинку» Филлис Дитрихсон (Барбара Стэнвик). Дитрихсон (чьё имя и манеры отсылают к Марлен Дитрих) без особого труда очаровывает Неффа. Она манипулирует им и убеждает избавить её от жестокого мужа, а заодно и обеспечить собственное совместное будущее, подсунув обречённому мужу на подпись полис с «двойной страховкой». Преступники искусно исполняют намеченное.
На следующий день в дело вступает сослуживец и друг Неффа — страховой детектив Бартон Киз (Эдвард Г. Робинсон). Не подозревая Неффа, он тем не менее превращает жизнь убийцы в кошмар.

## Факты
- Повесть Кейна основана на реальном преступлении 1927 года, которое всколыхнуло всю Америку. Первые сценарные наброски появились в 1935 году, однако были заблокированы цензорами кодекса Хейса, которые сочли эту историю аморальной.
- Уайлдер выбрал для съёмок фильма уединённые калифорнийские особняки 1920-х годов, выдержанные в колониальном стиле.
- В одном из кадров запечатлён сценарист Раймонд Чандлер, случайно попавший в объектив кинокамеры.
- Перед самым выходом в прокат из картины были удалены финальные морализаторские сцены: суд над Уолтером и его казнь в газовой камере[7].

## В ролях
- Фред Макмюррей — Уолтер Нефф
- Барбара Стэнвик — Филлис Дитрихсон
- Эдвард Г. Робинсон — Бартон Киз
- Джин Хэзер — Лола Дитрихсон
- Портер Холл — Джексон
- Ричард Гейнс — Эдвард Нортон младший
- Том Пауэрс — мистер Дитрихсон
- Байрон Барр — Нино Закетти
- Фортунио Бонанова — Сэм Горлопис, водитель грузовика
- Джон Филлибер — Джо Пит, оператор лифта

#### В титрах не указаны
- Рэймонд Чандлер — человек, читающий журнал возле офиса Киза
- Бесс Флауэрс — секретарь Нортона
- Бетти Фаррингтон — Нетти, горничная Дитрихсона
- Тила Лоринг — телефонный оператор

## Номинации
| Год  | Премия | Категория                  | Имя                            | Результат |
| ---- | ------ | -------------------------- | ------------------------------ | --------- |
| 1945 | Оскар  | Лучшая женская роль        | Барбара Стэнвик                | Номинация |
| 1945 | Оскар  | Лучшая операторская работа | Джон Зейтц                     | Номинация |
| 1945 | Оскар  | Лучший режиссёр            | Билли Уайлдер                  | Номинация |
| 1945 | Оскар  | Лучшая музыка              | Миклош Рожа                    | Номинация |
| 1945 | Оскар  | Лучший фильм года          | Paramount Pictures             | Номинация |
| 1945 | Оскар  | Лучший звук                | Лорен Райдер                   | Номинация |
| 1945 | Оскар  | Лучший сценарий            | Рэймонд Чандлер, Билли Уайлдер | Номинация |

Фильм выдвигался на «Оскар» в семи номинациях и не выиграл ни одной. Ныне стабильно фигурирует в списке лучших фильмов по версии IMDb (в середине первой сотни).